# Gunung Manaon Sim
Gunung Manaon Sim is een bestuurslaag in het regentschap Padang Lawas Utara van de provincie Noord-Sumatra, Indonesië. Gunung Manaon Sim telt 409 inwoners (volkstelling 2010).